# Gisleno
Gisleno  è un nome proprio di persona italiano maschile.

## Varianti
- Maschili: Gisileno[1]
- Femminili: Gislena[1]

### Varianti in altre lingue
- Catalano: Gislè[3]
- Francese: Ghislain[2][4][5], Ghyslain[4]
  - Femminili: Ghislaine[4][5], Ghyslaine[4]
- Germanico: Gislin[4][5][6]
- Latino: Gislenus[4][5]
- Spagnolo: Gisleno[3]

## Origine e diffusione
Deriva dal nome germanico Gislin, reso in latino in epoca medievale come Gislenus, basato sulla radice gisil, interpretabile come "pegno", "ostaggio" oppure come "freccia" (nel qual caso sarebbe interpretabile come "arciere").
Dallo stesso elemento derivano anche i nomi Adalgiso, Gisella e Gilberto. In Italia è molto raro, attestato sporadicamente al Centro e al Nord; è invece più diffuso in Francia, nella forma Ghislain.

## Onomastico
L'onomastico ricorre il 9 ottobre in ricordo di san Gisleno, monaco ed eremita basiliano nell'Hainault, presso l'odierna Saint-Ghislain.

## Persone
- Gisleno Santunione, calciatore italiano

### Variante Ghislain
- Ghislain Akassou, calciatore ivoriano
- Ghislain Cloquet, direttore della fotografia belga naturalizzato francese
- Ghislain Guessan, calciatore ivoriano
- Ghislain Konan, calciatore ivoriano
- Ghislain Printant, allenatore di calcio francese

### Variante femminile Ghislaine
- Ghislaine Dommanget, Principessa Consorte di Monaco
- Ghislaine Maxwell, imprenditrice britannica